# 東京モノレール1000形電車
東京モノレール1000形電車（とうきょうモノレール1000がたでんしゃ）は、東京モノレールのモノレール車両（電車）。1989年（平成元年）7月25日に営業運転を開始した。6両編成16本（96両）が製造された。

## 概要
東京モノレールの車両はボギー車となった500形以降、4両編成または6両編成での運転としていたが、この1000形は当初から6両の固定編成で製造された。
車体は先頭が傾斜したスピード感のある形状で、これまでの増結用貫通扉を設けたスタイルから一新した。非常扉が右寄りに設置されているため、運転室は広く、貫通路は右にずれている。運転台は右手操作式のワンハンドルマスコンを採用している。
客用ドアは、幅広の片開き式で、片側2か所に設置している。
座席は、4人掛けボックス式のクロスシートを主体とし、車端部に2人掛けシート、先頭車の運転席後ろには1人席もある。車椅子用に4人掛けの一部を2人掛けにしている箇所もある。また、運転席後ろの席は運転席側を向いており、前後方の展望を楽しめる。東京モノレールが採用した日立アルヴェーグ式では、タイヤ収納ボックスが車内に張り出し、床に段差ができるのが特徴だが、当形式では、張り出しの上にシートを置き、高い位置からの展望を楽しめるように配置した。
また再リニューアル塗装編成を中心に（1061Fなどが施工済み、例外で1037Fなど2代目塗装編成も）横長のLCD案内表示器が千鳥配置で設置され、ドアチャイムも若干変更されている。
制御方式は従来の電動カム軸式抵抗制御（力行24段、発電ブレーキ18段）が踏襲されたが、ブレーキシステムは電気指令式（発電ブレーキ併用）とされた。6両全車両が電動車で営業最高速度は80km/hである。
2002年（平成14年）9月からワンマン運転を開始した。それに伴い、自動放送を開始した。
羽田駅が終着駅だった時期に、フロントガラスの運転台下の部分にローマ字併記の行先表示板が設置されたり、その後試験目的で車掌台側の車両番号表記の上にLED式の行先表示器が設置されたこともあったが、ほとんどの列車がモノレール浜松町 - 羽田空港（当時）間の通し運転だったこともあり効果がなく、いずれも撤去された。2004年（平成16年）に快速列車の運転時間帯を拡大した際に、各車両の側面にLED式種別表示器が設置されたが、行先表示は省略されている。
1990年にグッドデザイン賞を受賞した。
また、1993年9月27日の整備場駅 - 羽田空港駅（現・羽田空港第1ターミナル駅）の開業に先立ち、現在の天空橋駅近くの地下区間に設けた開口部から本形式2編成がクレーンで吊り降ろされ、新線区間の習熟訓練運転に用いられたことがあった。

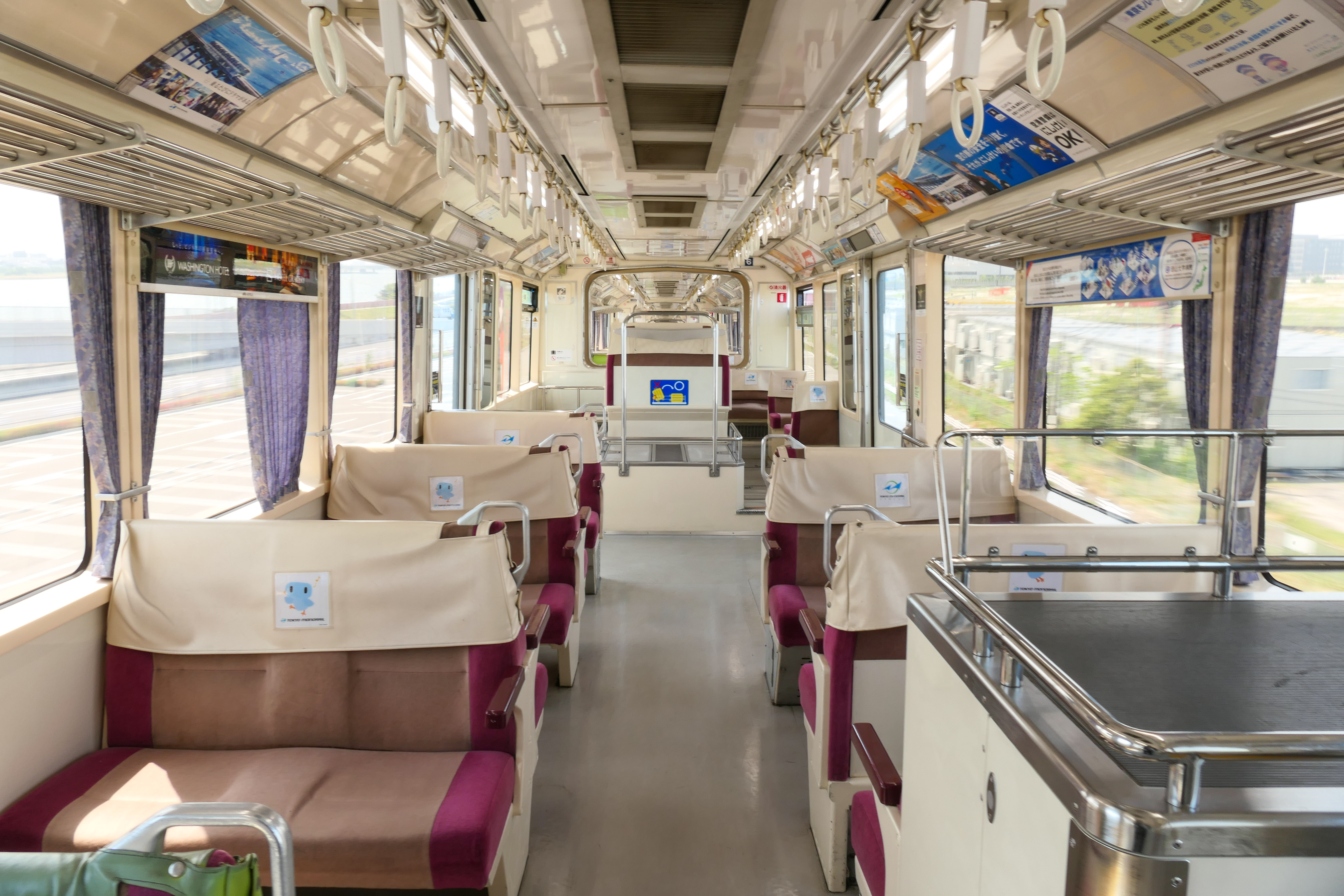
車内全景（2021年）
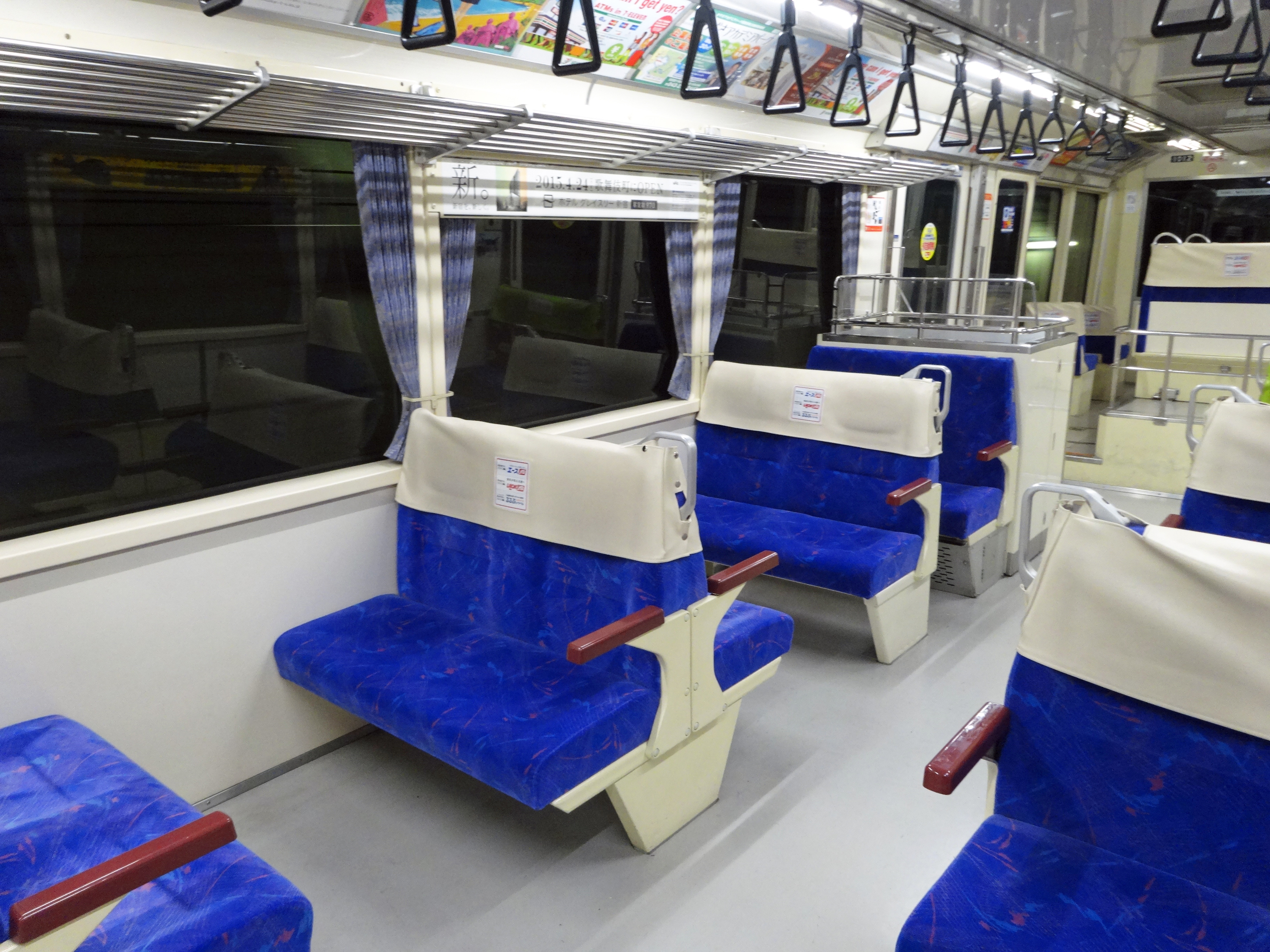
1012号車の車内（2015年）
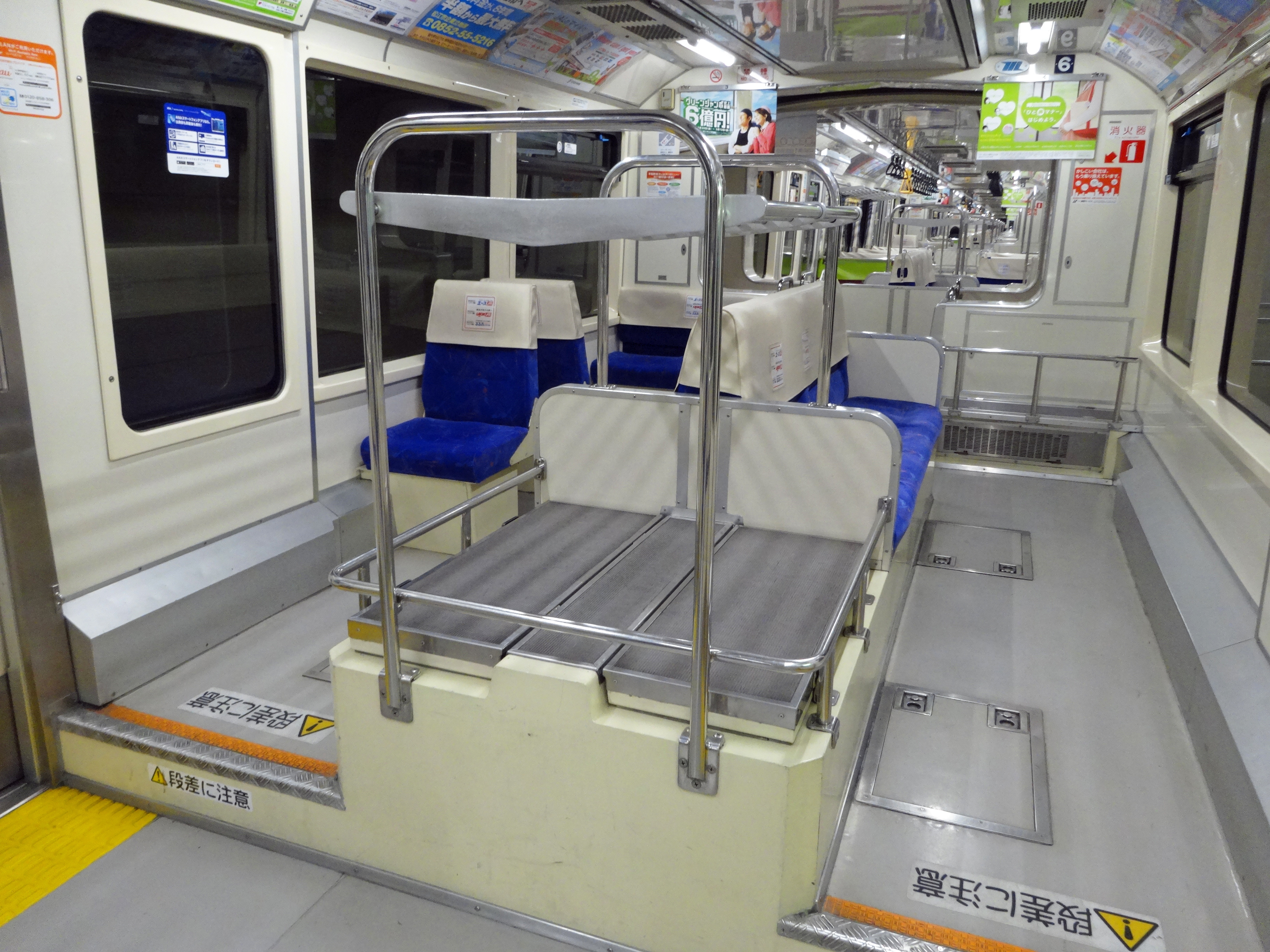
車端部の座席。中央手前は手荷物置き場（2015年）
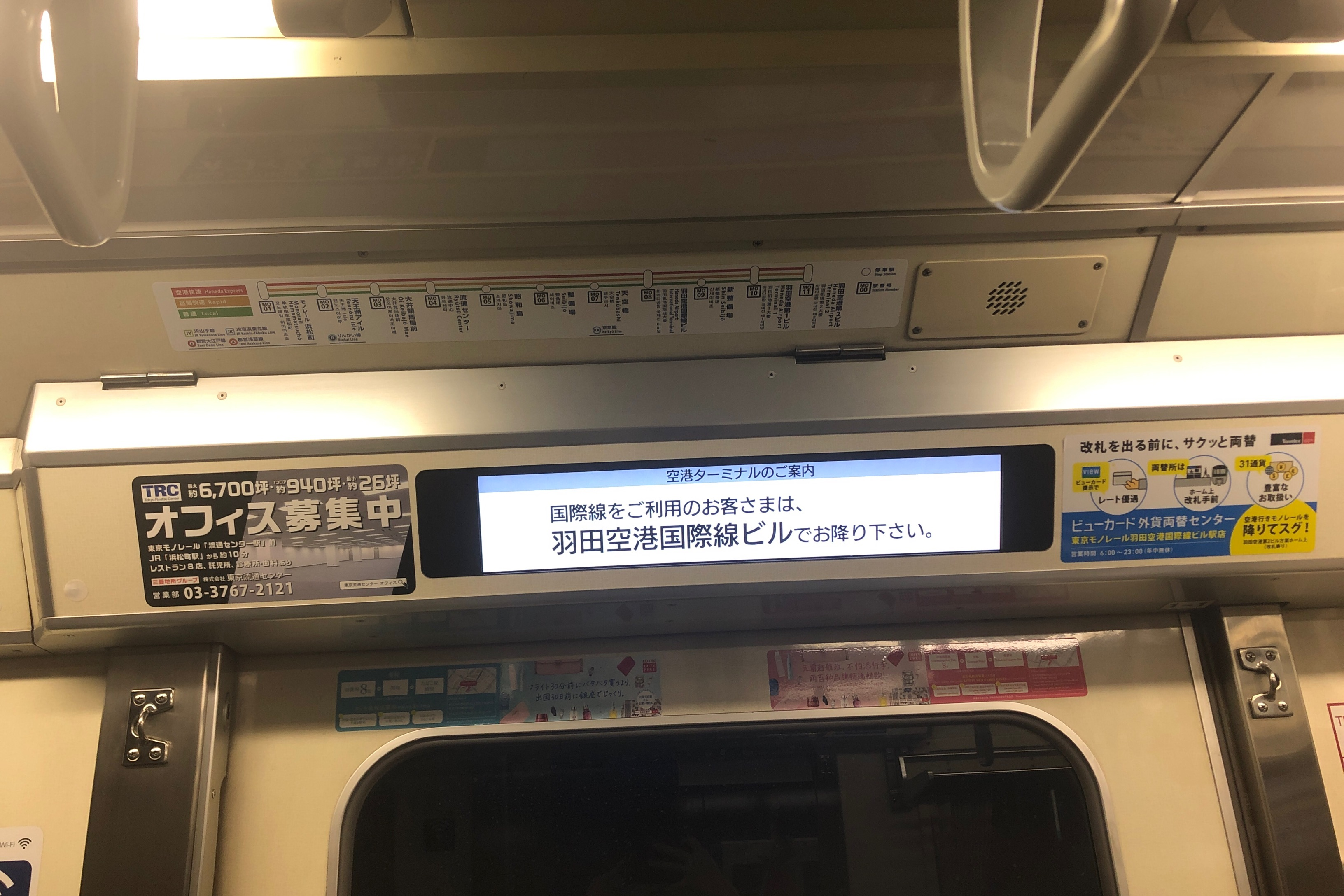
LCD案内表示器（2019年）

### 塗装
当初はクリーム色に赤帯の塗装だったが、2000年（平成12年）12月より白地に、青、オレンジ色帯の塗装へ順次変更された（後述の広告車を除く）。
その後、この登場時の塗装は2014年（平成26年）で東京モノレール開業50周年を迎えることから、記念事業の一環として「ヒストリートレイン」として第15編成・1085Fで復元され、2013年（平成25年）6月12日から運行を開始した。ワンマン運転開始と前後して編成全体を広告車両とした車両も登場しており、ロッテのチューインガムの広告車として2編成が紺（クールミントガム）と緑（グリーンガム）一色の塗装に変更された。2007年（平成19年）現在は広告掲載はしていないが塗装はそのままとなっている。また第4編成・1019Fが「特別塗装」として東京モノレール開業時に初代車両の100形・200形・300形・350形に施されていた車体塗装を、第9編成・1049Fが2014年に500形に施されていた車体塗装を復元している。
なお、2015年（平成27年）11月より白色車体の扉回りに緑色・水色・青色の塗色を行った再リニューアル塗装の運行が開始されている（第16編成・1091Fが最初の塗色変更車）。

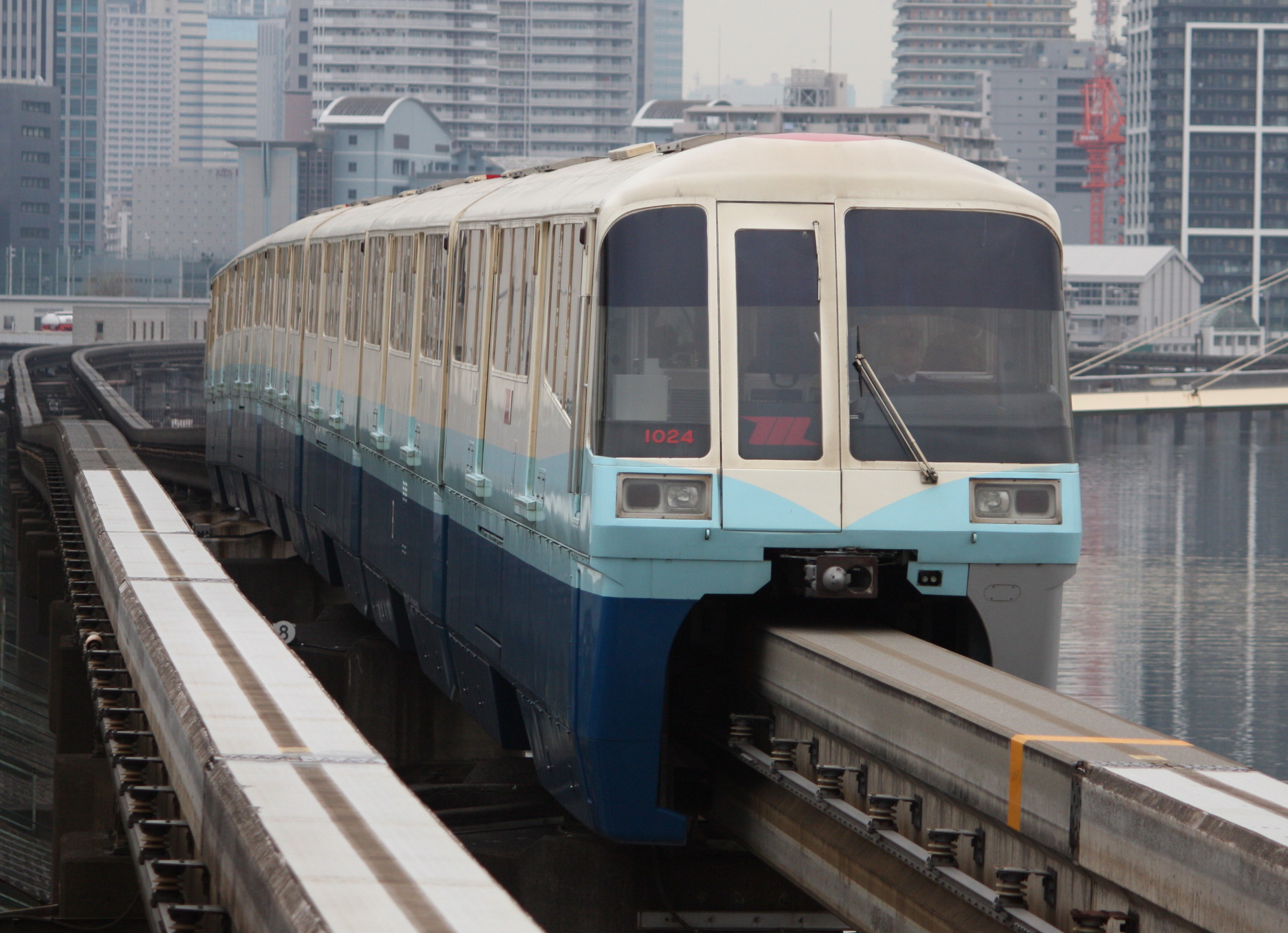
1019Fに施された100形復刻塗装
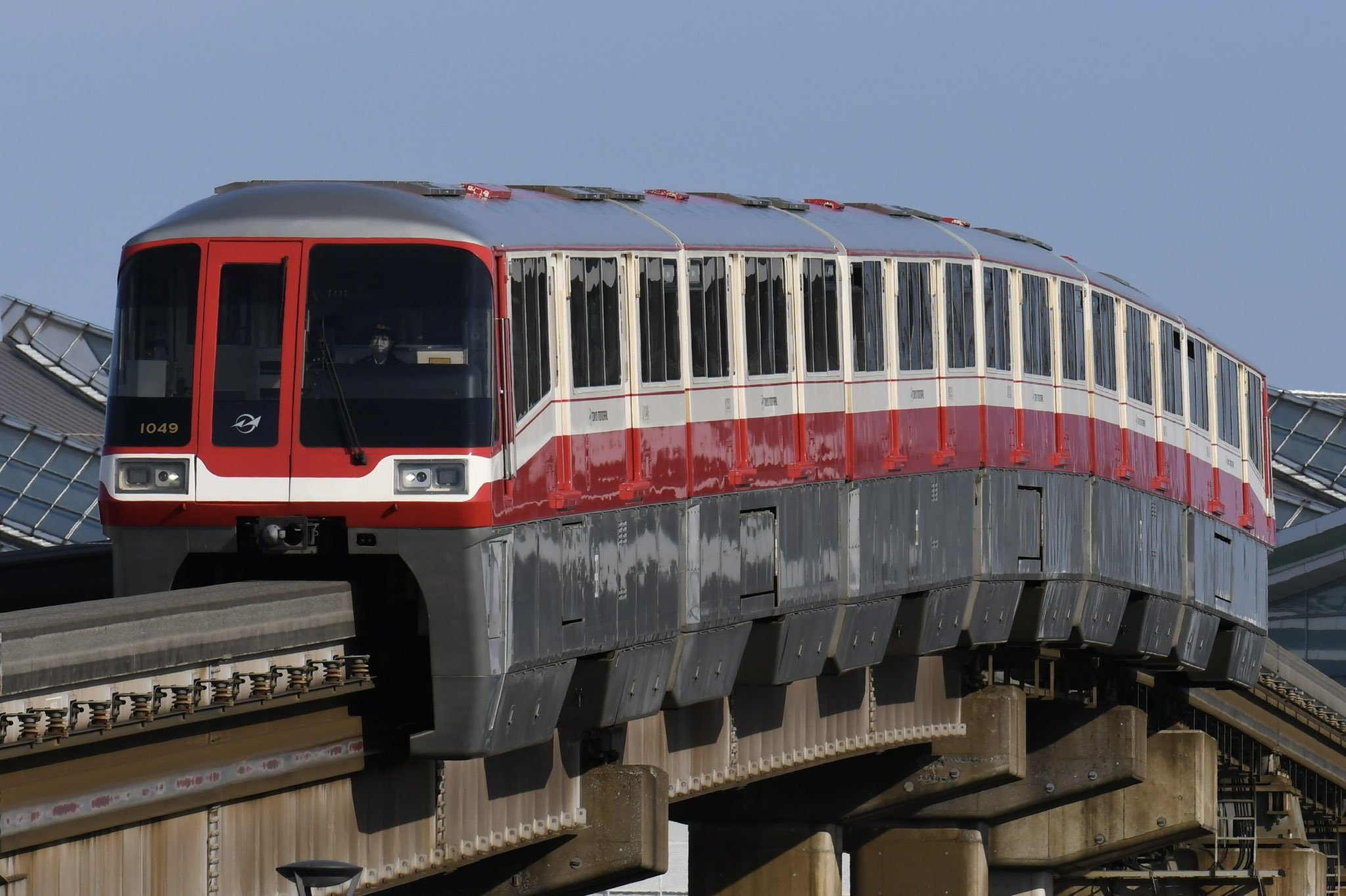
1049Fに施された500形復刻塗装
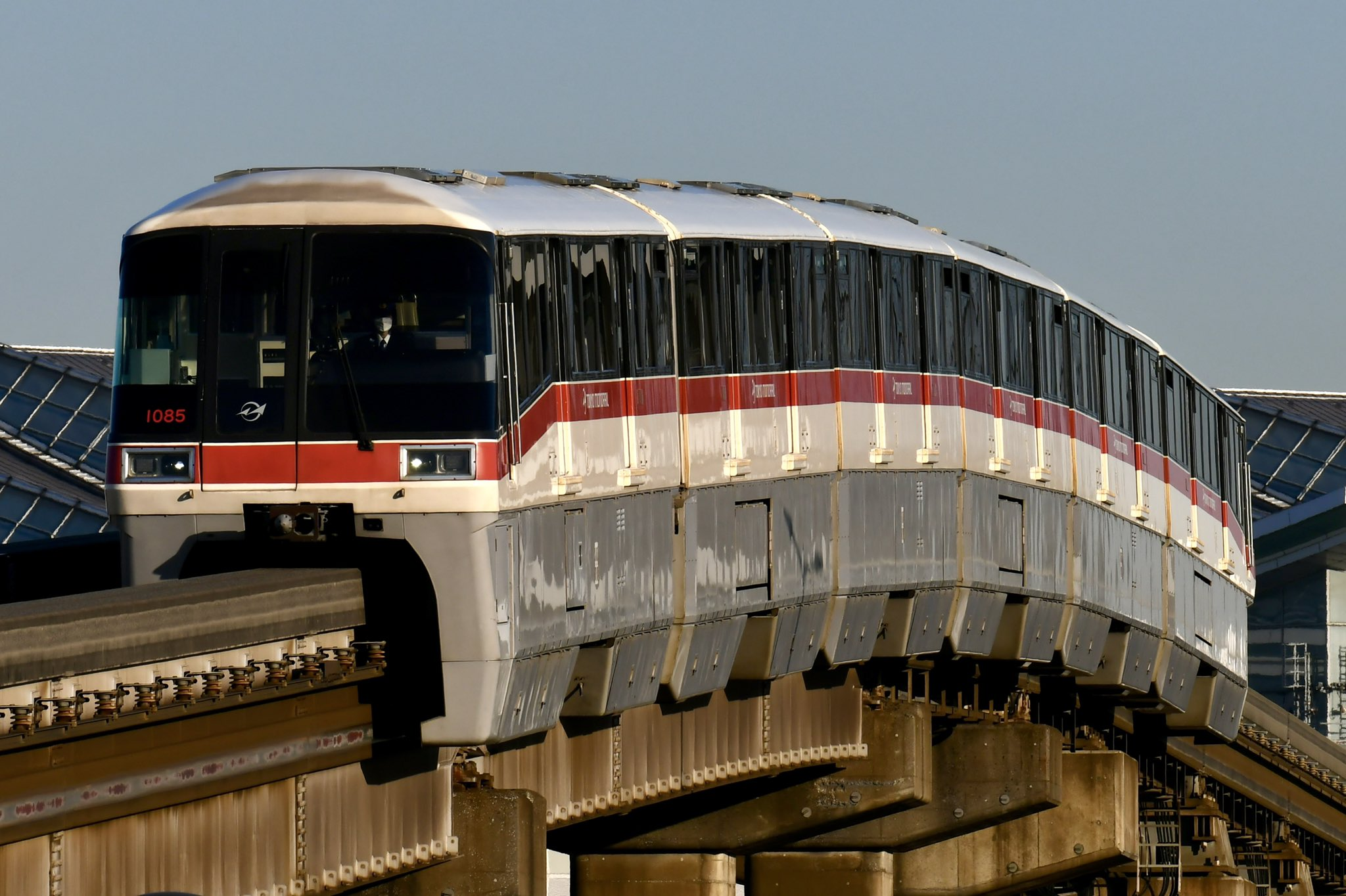
1085Fに施された1000形デビュー当時の塗装
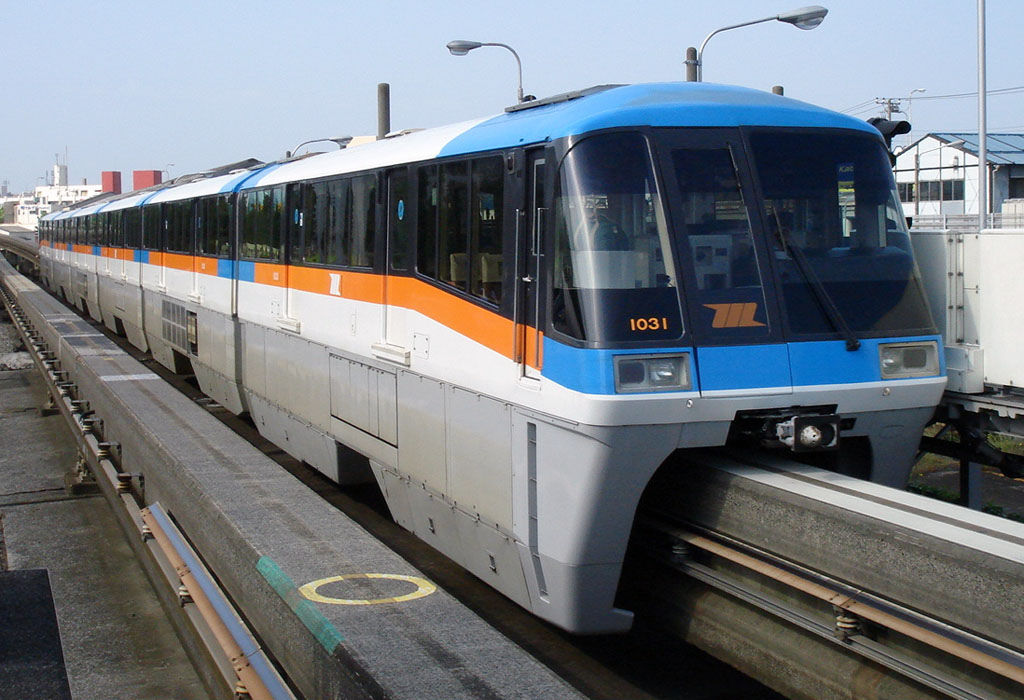
2代目塗装の1031F
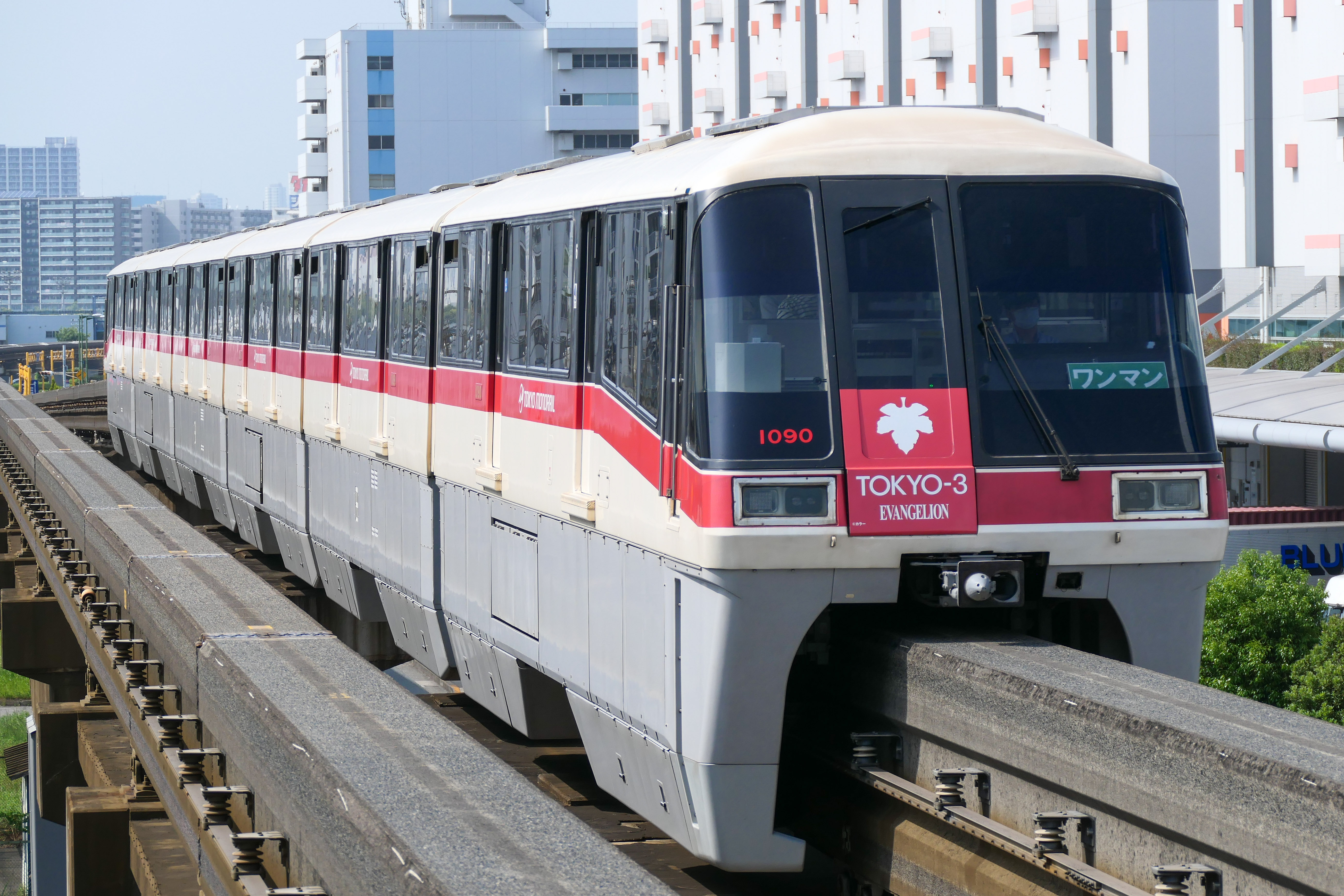
特別塗装車両（2021年エヴァンゲリオンラッピング）
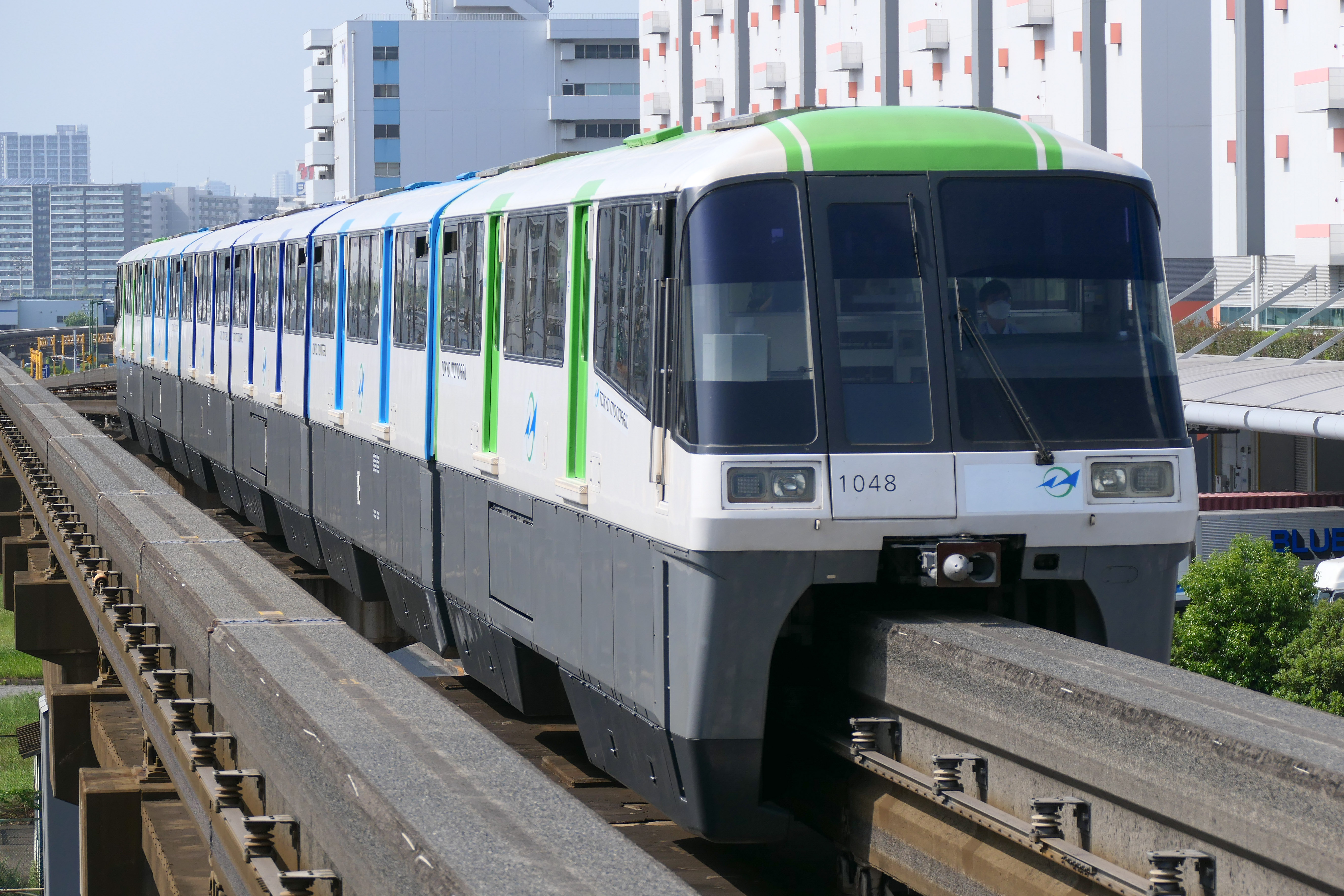
3代目塗装の1000形1043F

## 編成表と今後の予定
800形以前の車両は製造から10 - 15年で車両代替が行われ、1000形は初期型の登場から20年以上が経過した2013年時点でも東京モノレール在籍車両の8割を占める主力形式となっていた。
老朽化が進行しているため、2014年7月18日より営業運転を開始した新形式である10000形への置き換えが順次実施され、最終的には全車代替廃車される予定だが、新造が散発的で置き換えに時間を要している事から、車内LCD表示機取付などの改修も並行して実施している。
|                 | ← モノレール浜松町羽田空港第2ターミナル → | ← モノレール浜松町羽田空港第2ターミナル → | ← モノレール浜松町羽田空港第2ターミナル → | ← モノレール浜松町羽田空港第2ターミナル → | ← モノレール浜松町羽田空港第2ターミナル → | ← モノレール浜松町羽田空港第2ターミナル → | 竣工日        | 除籍日     | 備考             |
| 号車            | 1                                         | 2                                         | 3                                         | 4                                         | 5                                         | 6                                         | 竣工日        | 除籍日     | 備考             |
| 種別            | Mc1                                       | M2                                        | M1'                                       | M2                                        | M1                                        | Mc2                                       | 竣工日        | 除籍日     | 備考             |
| --------------- | ----------------------------------------- | ----------------------------------------- | ----------------------------------------- | ----------------------------------------- | ----------------------------------------- | ----------------------------------------- | ------------- | ---------- | ---------------- |
| 第01編成・1001F | 1001                                      | 1002                                      | 1003                                      | 1004                                      | 1005                                      | 1006                                      | 1989年6月5日  | 2021年1月  |                  |
| 第02編成・1007F | 1007                                      | 1008                                      | 1009                                      | 1010                                      | 1011                                      | 1012                                      | 1990年3月5日  |            |                  |
| 第03編成・1013F | 1013                                      | 1014                                      | 1015                                      | 1016                                      | 1017                                      | 1018                                      | 1990年4月13日 | 2016年9月  |                  |
| 第04編成・1019F | 1019                                      | 1020                                      | 1021                                      | 1022                                      | 1023                                      | 1024                                      | 1990年6月2日  | 2014年11月 | 100形塗装        |
| 第05編成・1025F | 1025                                      | 1026                                      | 1027                                      | 1028                                      | 1029                                      | 1030                                      | 1991年2月18日 | 2015年2月  |                  |
| 第06編成・1031F | 1031                                      | 1032                                      | 1033                                      | 1034                                      | 1035                                      | 1036                                      | 1991年4月22日 | 2022年3月  | ポケモン塗装     |
| 第07編成・1037F | 1037                                      | 1038                                      | 1039                                      | 1040                                      | 1041                                      | 1042                                      | 1991年6月10日 |            |                  |
| 第08編成・1043F | 1043                                      | 1044                                      | 1045                                      | 1046                                      | 1047                                      | 1048                                      | 1991年7月8日  |            | リニューアル塗装 |
| 第09編成・1049F | 1049                                      | 1050                                      | 1051                                      | 1052                                      | 1053                                      | 1054                                      | 1992年6月19日 |            | 500形塗装        |
| 第10編成・1055F | 1055                                      | 1056                                      | 1057                                      | 1058                                      | 1059                                      | 1060                                      | 1992年6月19日 | 2018年1月  |                  |
| 第11編成・1061F | 1061                                      | 1062                                      | 1063                                      | 1064                                      | 1065                                      | 1066                                      | 1993年9月28日 |            | リニューアル塗装 |
| 第12編成・1067F | 1067                                      | 1068                                      | 1069                                      | 1070                                      | 1071                                      | 1072                                      | 1993年9月28日 | 2019年2月  |                  |
| 第13編成・1073F | 1073                                      | 1074                                      | 1075                                      | 1076                                      | 1077                                      | 1078                                      | 1993年9月13日 | 2016年1月  |                  |
| 第14編成・1079F | 1079                                      | 1080                                      | 1081                                      | 1082                                      | 1083                                      | 1084                                      | 1994年5月9日  |            |                  |
| 第15編成・1085F | 1085                                      | 1086                                      | 1087                                      | 1088                                      | 1089                                      | 1090                                      | 1994年6月6日  |            | 復刻塗装         |
| 第16編成・1091F | 1091                                      | 1092                                      | 1093                                      | 1094                                      | 1095                                      | 1096                                      | 1996年6月     |            | リニューアル塗装 |